# Радермахера
Радермахера (лат. Radermachera) — род растений семейства Бигнониевые.

## Описание
Родина радермахеры — Юго-Восточная Азия. Назван род в честь голландского ботаника Я. К. М. Радермахера(1741—1783).
В Европе это растение стало известно как комнатное лишь в начале 1980-х годов, куда было завезено с Тайваня. Радермахера цветёт крупными колокольчиками жёлтого цвета, однако в комнатных условиях цветение - достаточно редкое явление, и главной декоративной особенностью растения является его листва. У радермахеры красивые блестящие листья насыщенного зелёного цвета (однако встречаются и пестролистные формы), в комнатных условиях достигает высоты 1-1,5 м, листочки - до 2,5 см длиной. Культивируемый вид называется по-разному: радермахера cinica (китайская), Danielle или Stereospermum suaveolens; существует также пестролистная форма.

## Уход за растением
Температура окружающей среды в течение всего года не должна опускаться ниже 15 °C. Радермахеру выращивают на окнах северной ориентации. Её выращивают на ярком свете, но летом следует притенять от прямых полуденных солнечных лучей. В летний период радермахеру желательно выносить на свежий воздух, можно даже пересаживать растение в открытый грунт. Радермахеру в любое время года надо регулярно и обильно поливать, не допуская переувлажнения земляного кома, так как это может губительно сказаться на растении. Радермахера хорошо развивается в помещении с сухим воздухом, но иногда всё же надо протирать листья растения мокрой тряпкой или опрыскивать их мягкой водой. Данное комнатное растение пересаживают один раз в год и желательно весной. Размножается стеблевыми черенками весной.

## Виды
По информации базы данных The Plant List, род включает 17 видов:
- Radermachera boniana Dop
- Radermachera coriacea Merr.
- Radermachera eberhardtii Dop
- Radermachera frondosa Chun & F.C.How
- Radermachera gigantea (Blume) Miq.
- Radermachera glandulosa (Blume) Miq.
- Radermachera hainanensis Merr.
- Radermachera inflata Steenis
- Radermachera microcalyx C.Y.Wu
- Radermachera peninsularis Steenis
- Radermachera pentandra Hemsl.
- Radermachera pinnata (Blanco) Seem.
- Radermachera ramiflora Steenis
- Radermachera sinica (Hance) Hemsl.
- Radermachera stellata Steenis
- Radermachera xylocarpa (Roxb.) Roxb. ex K.Schum.
- Radermachera yunnanensis C.Y.Wu